# Askafroan
Askafroan, eller Askfrun, är i sydsvensk folktro en trädande påminnande om dryader och hamadryader. Asken var i äldre tid ett vanligt vårdträd, till vilket gårdens lycka troddes vara knuten, och till detta träd offrades både mat och dryck, enligt vad som omtalas i flera uppteckningar. Det är främst i Skåne som askens ande kallats "Askafroan". Hon troddes bo i askträdet eller under dess rötter.
Gunnar Olof Hyltén-Cavallius har i boken Wärend och wirdarne, 1863, följande att säga om Askafroan:
| ” | Inom Ljunits härad vet således folket ännu säga om ett qvinnligt väsen, som bor i ask-trädet och derföre får namn af Aska-froan. De gamle hade för sed att offra till Askafroan, på Ask-Onsdags-morgon förr än sol gick upp, genom att slå vatten öfver trädets rötter. De nyttjade dervid de orden, att ″nu offrar jag, så gör du oss ingen skada″. Bröt någon löf eller grenar af ask-trädet, så troddes han få värk eller sjukdom. Likaledes talar man i Skåne (Gärds härad o. fl. st.) om ett qvinnligt naturväsen i flädern eller hylle-trädet. Detta väsen heter Hyllefroan. Gör någon skada på flädern eller orenar invid detta träd, så får han en sjukdom, kallad Hylleskåll, som botas med att slå ut mjölk öfver trädets rötter. | „ |

Askafroan har varit ett skyddsväsen – men hon var snarstucken och kunde sända sjukdom om hon blev förnärmad, vilket hon blev om någon exempelvis råkade pissa på hennes rötter. På sina håll har man hyst så stor fruktan för höga askträd att man ogärna gick nära dem när det blev mörkt. 
"Jag känner folk i Sjörups socken (Ljunits härad), som hysa sådan fruktan för askträd, att de ej gå nära dem nattetid, ty de tro, att där bo underjordiska varelser under dessa träds rötter," säger en uppgiftslämnare.
Om ett förtroligt förhållande till ett askträd berättas i följande uppteckning, här citerat efter Ebbe Schön:
| ” | I Lerås, Byarum, finns en gammal ask som vårdträd. En gumma, som ägde gården, dyrkade detta träd. Flera gånger om dagen brukade hon falla på knä för trädet och tala om alla sina bekymmer, ty hon litade till trädet som till sin Gud. Det trädet fick ingen hugga ned. | „ |

Askafroan är också känd från dansk och tysk folktro. I Danmark är hennes namn Askefrue och i Tyskland har hon kallats Eschenfrau.